# Vairumati
Vairumati és un quadre del pintor Paul Gauguin fet el 1897, en la seva segona estada a Tahití. Es conserva al Museu d'Orsay de París. Es coneix per la referència núm. 559 del catàleg de Wildenstein.

## Descripció
El quadre mostra una noia tahitiana asseguda al cantó d'un llit i recolzada sobre el braç dret. El capçal del llit està decorat solemnement de forma que sembla un tro. La noia té el tors nu i una tela enrotllada a la cintura i l'entrecuix, una vestimenta tradicional dels homes tahitians. A l'esquerra simbòlicament un ocell blanc té agafat amb les urpes un llangardaix negre. En el cantó superior dret hi ha dues tahitianes ajupides o assegudes a terra. Els seus detalls són difusos i no es distingeix clarament la seva activitat, però sembla una actitud reverent. El fons és de vegetació relativament monòtona amb arbustos de color groc i verd. El terra vermell destaca el llit daurat. Com en un enfocament fotogràfic, els detalls del primer pla, la noia i el llit, són més precisos que els de les dues noies i la vegetació del fons, provocant una sensació de perspectiva. El punt de llum es troba a l'esquerra provocant les ombres cap a la dreta, però de forma bastant arbitrària. L'ocell de l'esquerra és lluminós, i les ombres són més dominants a la dreta del quadre.

## Llegenda de Vairaumati
El quadre descriu una escena de la llegenda de Vairaumati, que aquí Gauguin escriu com Vairumati. Va conèixer la llegenda pel llibre Voyage aux îles du Grand Océan (1837) de Jacques Antoine Moerenhout, encara que prèviament ja havia sigut recollida per Williams Ellis a Polynesian Researches (1830). Gauguin va fer el seu propi relat a Ancien culte mahori (1892) incloent passatges literals de Moerenhout i emfatitzant els paral·lelismes amb la Bíblia. A Noa Noa (1893) ho explica com una història revelada per la seva amant Teha’amana.
Oro, déu de la guerra i fill del déu creador Ta'aora, volia com a companya una mortal, verge i bella, per fundar una raça privilegiada entre els homes. Les seves germanes, les deesses Teuri i Haoaoa, van visitar les illes per trobar una dona digna d'un déu. Finalment van trobar la Vaiaraumati en una vall de Bora Bora. «Era alta i el foc del sol li brillava en l'or de la pell». Oro va col·locar l'arc de Sant Martí per baixar fins a Bora Bora, i la Vairaumati el va rebre amb una taula plena de fruites i un llit fet de les estores més fines i els teixits més rics. Cada vespre Oro baixava per l'arc de Sant Martí per anar a dormir a casa de la Vairaumati, i cada matí tornava als cels, fins que Vairaumati va quedar embarassada. El seu fill, Hoa Tapu te Rai (l'Amic Sagrat dels Cels), va ser un fundador de la casta privilegiada dels ariois.
Vairaumati va ser divinitzada i els ariois van constituir una secta consagrada a Oro, a la guerra i a l'amor lliure. Els ritus sexuals exuberants i la pràctica de l'infanticidi van escandalitzar els primers europeus de les illes i la societat va acabar sent erradicada pels missioners i les autoritats colonials.

## Simbolisme
Gauguin estava fascinat pel mite amorós i l'èpica dels ariois. Veia la Vairaumati com una Eva divinitzada, un símbol de la fertilitat i fundadora d'una raça. La història tenia elements familiars per un europeu. El déu grec Zeus també havia buscat la companyia de mortals, i el Déu cristià havia designat un poble elegit. Fent un paral·lelisme amb el bíblic Noè, Gauguin explica que un colom blanc va portar la nova llavor del cel a la terra.
La situació personal de Gauguin, el 1897, era complicada. La crítica de l'última exposició a París l'havia deprimit i, a més, es trobava malalt. La situació anímica el portava a pensar en el suïcidi. Les obres fetes en aquest període estan marcades per un simbolisme gairebé indesxifrable. La dona continua sent la protagonista dels seus quadres, però representada de manera més tosca i primitiva.
La seva Vairumati està al costat del llit, que sembla un altar per honorar al déu Oro, esperant consumar el sacrifici. Les dues noies del fons podrien ser les deesses Teuri i Haoaoa que van fer d'intermediàries. L'ocell blanc és el símbol de la llavor regeneradora. En una carta posterior explica que l'estrany ocell amb un llangardaix entre les urpes representa la vanitat de les paraules inútils.

## Obres relacionades
El mite ja havia inspirat dos quadres previs basats en la mateixa llegenda: Vaïraumati têi oa (Vairaumati és el seu nom, 1892) i Te aa no Areois (La llavor dels ariois, 1892). Sempre asseguda al llit a l'espera del seu amant diví i enmig d'una vegetació exuberant. L'arquetip de les successives versions és la figura del quadre L'espérance nua de Pierre Puvis de Chavannes del que havia fet una còpia.
En el seu monumental quadre D'on venim? Què som? On anem? (1897) representa el cicle de la vida des del naixement fins a la mort. Una rèplica de Vairumati seu junt a la dona vella i un ocell blanc. Gauguin uneix la mort amb la reencarnació i la divinització.

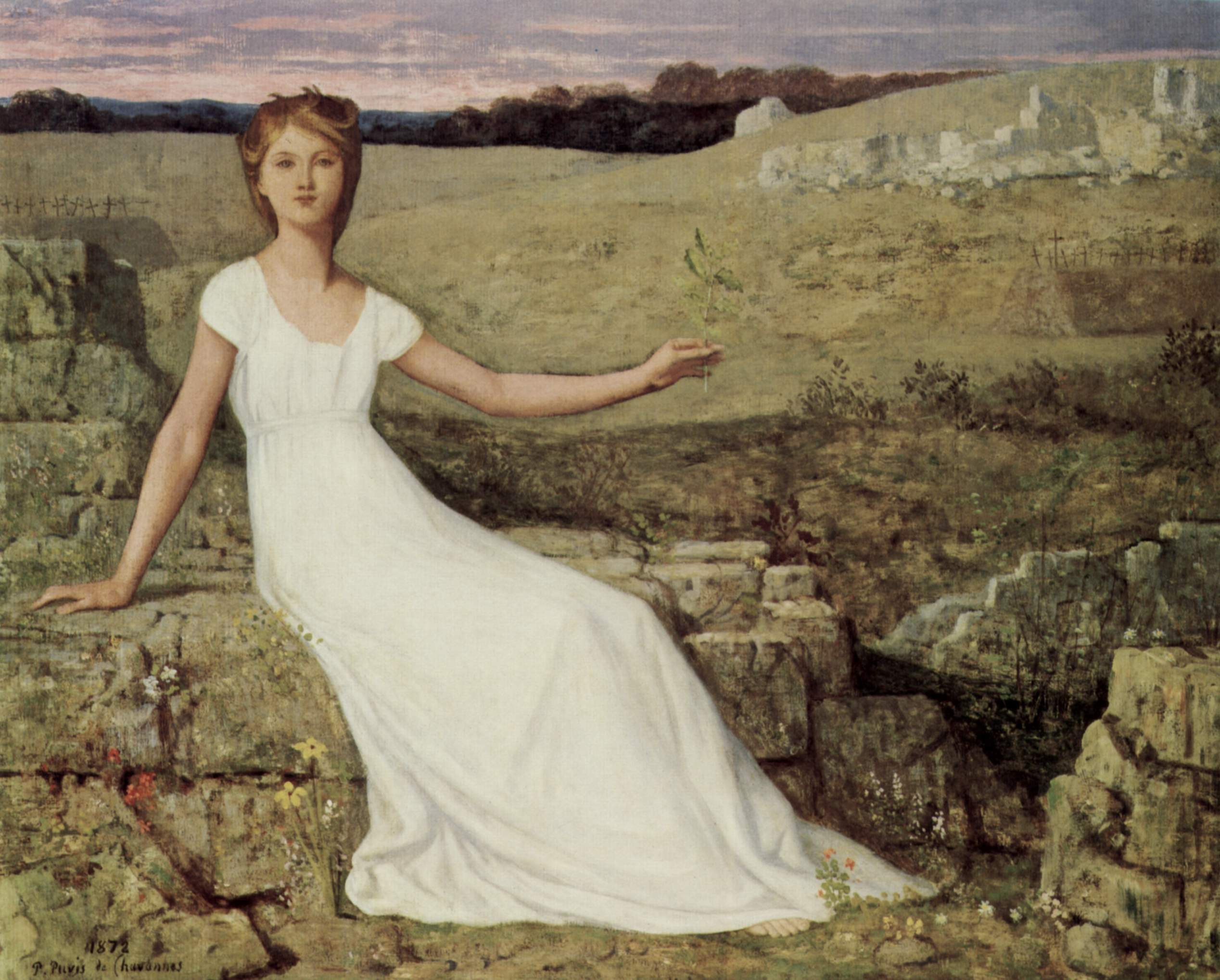
L'espérance (1872) de Puvis de Chavannes. El pintor en va fer dues versions, una nua i una vestida.
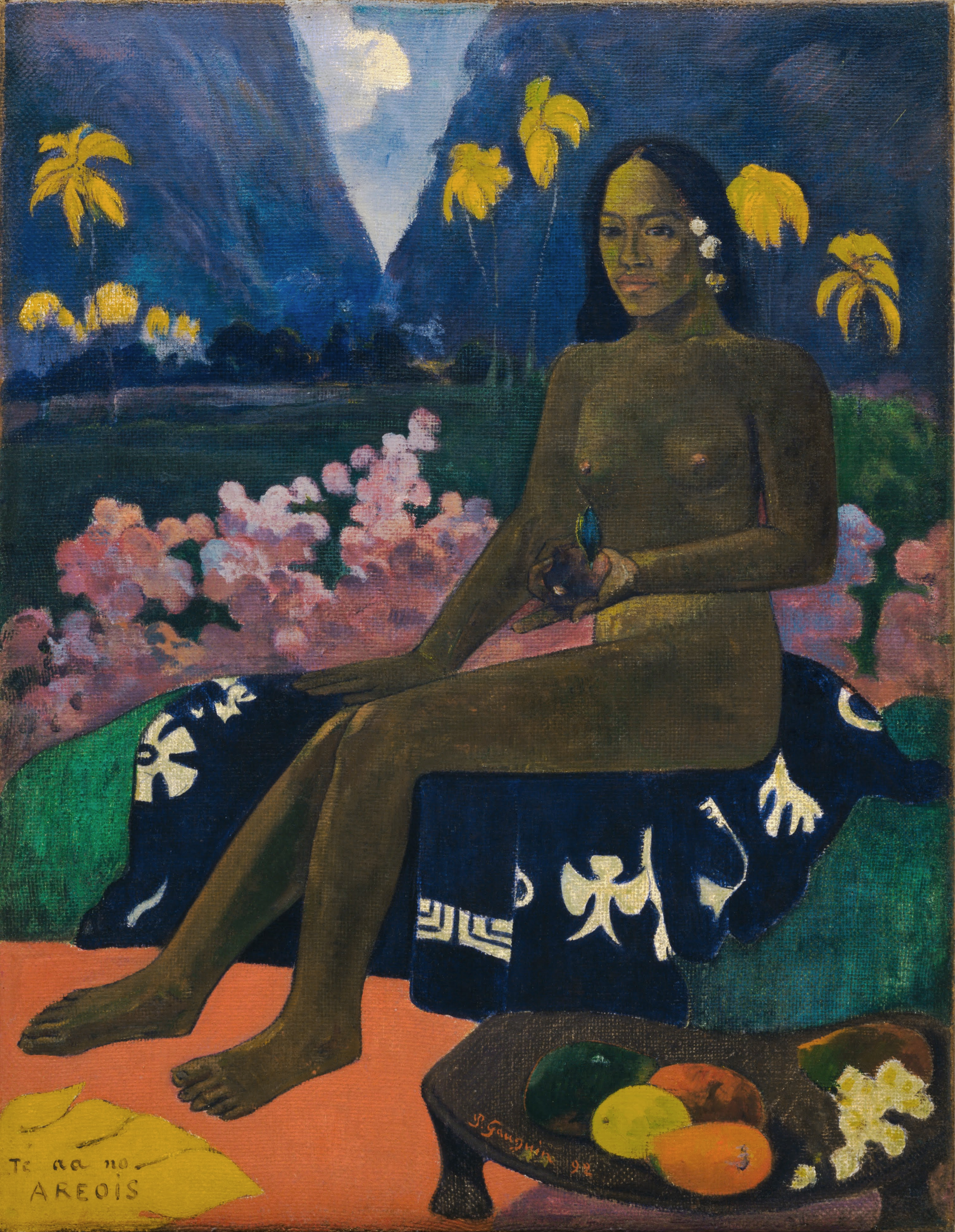
La llavor dels ariois (1892)
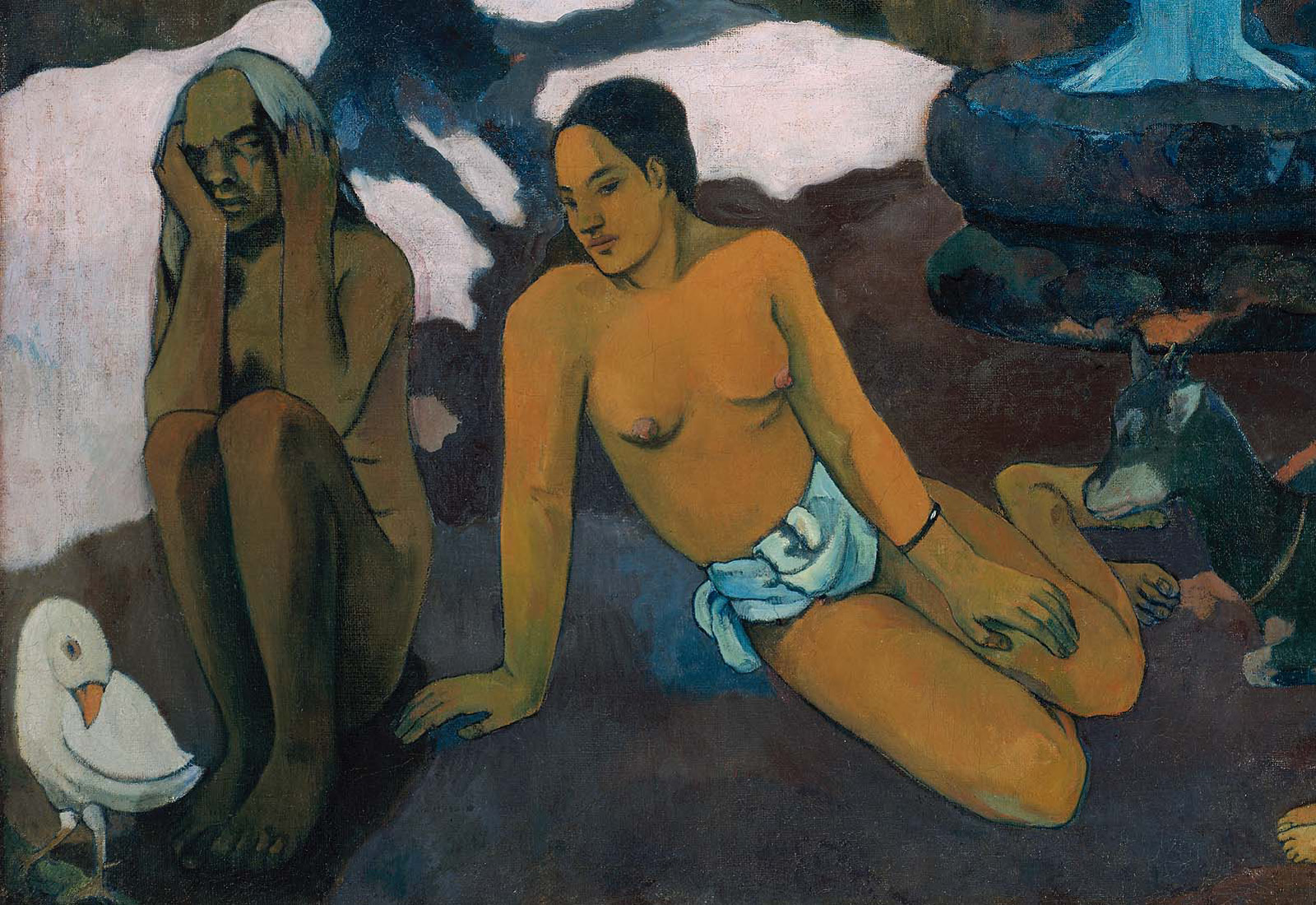
Detall de D'on venim? Què som? On anem? (1897)

Poc després va rebre la notícia de la mort de la seva filla Aline, de dinou anys. En el manuscrit de textos i dibuixos dedicat a la seva filla, Cahier pour Aline, va afegir la figura de Vairumati en la portada.

## Historial
El 1898 va ser adquirit pel marxant Amboise Vollard i després va passar a la col·lecció del japonès Kojiro Matsukata. El 1959 va ser cedit a l'estat francès en aplicació del tractat de pau amb el Japó. Assignat primer al Museu del Louvre, a la galeria Jeu du Paume de París, des del 1986 és al Museu d'Orsay.
L'obra està publicada en el catàleg de Wildenstein de 1964 amb el número 559, i en el catàleg de Gabriele Sugana de 1972 amb el número 379.